# حزقيال بابلو توريس
حزقيال بابلو توريس هو موزع موسيقي ومنتج أسطوانات كوبي، ولد في 17 أغسطس 1946 في بورتو بادريه ‏ في كوبا، وتوفي في 17 أبريل 2005 في ميامي في الولايات المتحدة.

## وصلات خارجية
- حزقيال بابلو توريس على موقع ميوزك برينز (الإنجليزية)
- حزقيال بابلو توريس على موقع أول ميوزيك (الإنجليزية)
- حزقيال بابلو توريس على موقع ديسكوغز (الإنجليزية)